# Park Sung-hoo
Park Sung-hoo (en coreano: 박성후, en japonés: 朴性厚) es un director de anime surcoreano. Después de ver la película The Super Dimension Fortress Macross: Do You Remember Love?, decidió unirse a la industria del anime, lo que hizo en 2004 cuando se unió a Studio Comet. En 2017, hizo su debut como director con Garo: Vanishing Line. En 2020, dirigió la adaptación de anime de Jujutsu Kaisen.

## Biografía
Cuando Park estaba en la escuela primaria, vio la película The Super Dimension Fortress Macross: Do You Remember Love?, lo que le hizo decidir formar parte de la industria del anime. Para formar parte de la industria, estudió arte en la escuela media y secundaria. Después de graduarse de la escuela secundaria, se mudó a Japón y asistió al Instituto de Tecnología y Arte de Chiyoda. Después de graduarse, se unió a Studio Comet en 2004. En 2017, hizo su debut como director con Garo: Vanishing Line.
En 2020, dirigió la adaptación de anime de Jujutsu Kaisen, que ganó el premio al anime del año en los Crunchyroll Anime Awards 2021. El propio Park también fue nominado a mejor director.

## Filmografía

### Series de televisión
Destaca papeles con funciones de dirección de series.
| Año  | Título                               | Director(es)                       | Estudio                           | Funciones | Refs.         |
| ---- | ------------------------------------ | ---------------------------------- | --------------------------------- | --- | ------------- |
| 2005 | Tide-Line Blue                       | Umanosuke Iida                     | Telecom Animation Film            | Animación intermedia (#4) | [ 9 ]         |
| 2005 | Capeta                               | Shin Misawa                        | Studio Comet                      | Animación intermedia Animación clave (#5, 12, 17, 22, 26, 28, 33, 40, 44, 46, 48) | [ 10 ]        |
| 2006 | Onegai My Melody: Kuru Kuru Shuffle! | Makoto Moriwaki                    | Studio Comet                      | Animación clave (#30, 33) | [ 10 ]        |
| 2006 | School Rumble Ni Gakki               | Takaomi Kanesaki                   | Studio Comet                      | Segunda animación clave (#6, 23) | [ 11 ]        |
| 2007 | Saint October                        | Masafumi Satou                     | Studio Comet                      | Verificación intermedia (#2, 6, 10, 13, 15, 19) Animación clave (#2, 8, 14, 19, 24) | [ 12 ]        |
| 2007 | Onegai My Melody Sukkiri♪            | Makoto Moriwaki                    | Studio Comet                      | Animación clave (#51) | [ 10 ]        |
| 2007 | Ōkiku Furikabutte                    | Tsutomu Mizushima                  | A-1 Pictures                      | Animación clave (#19) | [ 13 ]        |
| 2007 | Kodomo no Jikan                      | Eiji Suganuma                      | Diomedéa                          | Animación clave (#1, 9) | [ 14 ]        |
| 2008 | Macross Frontier                     | Yasuhito Kikuchi Shōji Kawamori    | Satelight                         | Animación clave (#16) | [ 15 ]        |
| 2008 | xxxHOLiC◆Kei                         | Tsutomu Mizushima                  | Production I.G                    | Animación clave (#7) | [ 10 ]        |
| 2008 | Nijū Mensō no Musume                 | Nobuo Tomisawa                     | Bones Telecom Animation Film      | Animación clave (#10, 14, 19) | [ 16 ]        |
| 2008 | Rosario to Vampire Capu2             | Takayuki Inagaki                   | Gonzo                             | Animación clave (#6) | [ 17 ]        |
| 2009 | Fullmetal Alchemist: Brotherhood     | Yasuhiro Irie                      | Bones                             | Asistente de dirección de animación (#21, 31) Animación clave | [ 18 ]        |
| 2009 | Sora no Manimani                     | Shinji Takamatsu                   | Studio Comet                      | Animación clave (#OP) | [ 10 ]        |
| 2009 | InuYasha: Kanketsu-hen               | Yasunao Aoki                       | Sunrise                           | Animación clave (#10) | [ 19 ]        |
| 2009 | Fairy Tail                           | Shinji Ishihira                    | Satelight A-1 Pictures            | Director de animación (#26) | [ 20 ]        |
| 2010 | Working!!                            | Yoshimasa Hiraike                  | A-1 Pictures                      | Director de animación (#3) | [ 10 ]        |
| 2011 | Tiger & Bunny                        | Keiichi Satō                       | Sunrise                           | Director de animación asistente (#9) | [ 21 ]        |
| 2011 | Kidō Senshi Gundam AGE               | Susumu Yamaguchi                   | Sunrise                           | Animación clave (#OP4) | [ 22 ]        |
| 2011 | Guilty Crown                         | Tetsurō Araki                      | Production I.G                    | Animación clave (#11) | [ 23 ]        |
| 2011 | Last Exile: Ginyoku no Fam           | Koichi Chigira                     | Gonzo                             | Segunda animación clave (#15) Asistente de dirección de animación (#17) | [ 24 ]        |
| 2012 | Aikatsu!                             | Ryuichi Kimura                     | Sunrise                           | Director de animación (#7, 11) Animación clave (#5, 11) | [ 25 ]        |
| 2014 | Space☆Dandy                          | Shinichirō Watanabe Shingo Natsume | Bones                             | Animación clave (#3, 5) | [ 26 ]        |
| 2014 | Blade & Soul                         | Hiroshi Takeuchi Hiroshi Hamasaki  | Gonzo                             | Guionista gráfico (#OP) Director de unidad (#OP) Animación clave (#OP) | [ 27 ]        |
| 2014 | Zankyō no Terror                     | Shin'ichirō Watanabe               | MAPPA                             | Animación clave (#1-2, 4-5, 7-8, 10) | [ 4 ]         |
| 2014 | Garo: Honō no Kokuin                 | Yūichirō Hayashi                   | MAPPA                             | Director de episodio (#18) Guionista gráfico (#18) Director de animación (#18) Diseño de personajes invitados (#18) Animación clave (#18)                                                                                       | [ 28 ]        |
| 2015 | Punch Line                           | Yutaka Uemura                      | MAPPA                             | Guionista gráfico (#11) Animación clave (#11) | [ 29 ]        |
| 2016 | Yuri!!! on Ice                       | Sayo Yamamoto Jun Shishido         | MAPPA                             | Animador jefe (#OP) Animación clave (#12) Animador principal (#ED12) | [ 4 ]         |
| 2017 | Garo: Vanishing Line                 | Park Sung-hoo                      | MAPPA                             | Director Director de episodios (#1, 8, 24) Guionista gráfico (#1-3, 7-8, 17, 19, 23-24) Director de animación (#1, 24) Director de animación de acción (#14) Diseño de personajes invitados (#1) Animación clave (#1- 2, 8, 24) | [ 4 ]         |
| 2018 | Banana Fish                          | Hiroko Utsumi                      | MAPPA                             | Director asistente de episodio (#13) Animación clave (#OP2; 10) Avance de producción (#20) | [ 6 ]         |
| 2018 | Zombieland Saga                      | Munehisa Sakai                     | MAPPA                             | Guionista gráfico (#OP) Director de unidad (#OP) Director de animación (#OP) Animación clave (#OP; 9) | [ 30 ]        |
| 2020 | The God of High School               | Park Sung-hoo                      | MAPPA                             | Director Director de episodios (#1, 5, 10, 13) Guionista gráfico (#1-3, 5-7, 9-10, 12-13) Director de animación (#1, 5, 10) Animación clave (#1-2, 5, 10, 12-13) Diseño de personajes secundarios (#1-13)                       | [ 3 ]         |
| 2020 | Jujutsu Kaisen                       | Park Sung-hoo                      | MAPPA                             | Director Director de episodios (#7, 24) Guionista gráfico (#23-24) Animación clave (#7, 12, 16, 20, 23-24) | [ 5 ]         |
| 2024 | Ninja Kamui                          | Park Sung-hoo                      | E&H production Sola Entertainment | Director Director de episodios (#1, 5, 13) Guionista gráfico (#1-3, 5-6, 8, 10-11, 13) Director de animación (#5, 13) Animación clave (#1-2, 4-11, 13)                                                                          | [ 31 ] [ 32 ] |

### Películas
Destaca papeles con funciones de dirección de series.
| Año  | Título                                        | Director(es)     | Estudio         | Funciones                                                                  | Refs.  |
| ---- | --------------------------------------------- | ---------------- | --------------- | -------------------------------------------------------------------------- | ------ |
| 2009 | Macross Frontier Movie 1: Itsuwari no Utahime | Shōji Kawamori   | 8-Bit Satelight | Animación clave                                                            | [ 33 ] |
| 2011 | Macross F Movie 2: Sayonara no Tsubasa        | Shōji Kawamori   | 8-Bit Satelight | Animación clave                                                            | [ 34 ] |
| 2011 | Sengoku Basara Movie: The Last Party          | Kazuya Nomura    | Production I.G  | Animación clave                                                            | [ 35 ] |
| 2012 | One Piece Film: Z                             | Tatsuya Nagamine | Toei Animation  | Animación clave                                                            | [ 36 ] |
| 2016 | Garo: Divine Flame                            | Yūichirō Hayashi | MAPPA           | Guionista gráfico Director de unidad Director de animación Animación clave | [ 37 ] |
| 2021 | Jujutsu Kaisen 0                              | Park Sung-hoo    | MAPPA           | Director Guionista gráfico Director de unidad Animación clave              | [ 38 ] |

### ONAs
Destaca papeles con funciones de dirección de series.
| Año  | Título                               | Director(es)  | Estudio        | Funciones | Refs.         |
| ---- | ------------------------------------ | ------------- | -------------- | --- | ------------- |
| 2024 | Monsters: Ippyaku Sanjō Hiryū Jigoku | Park Sung-hoo | E&H production | Director Composición de la serie Director de episodio Guionista gráfico Director de animación Animación clave                                 | [ 39 ]        |
| 2025 | Bullet/Bullet                        | Park Sung-hoo | E&H production | Director Cocepto original Director de episodios (#1, 3, 5, 7, 9, 12) Guionista gráfico (#1, 3, 5, 7, 9, 11-12) Director de animación (#8, 12) | [ 40 ] [ 41 ] |

### Especiales
Destaca papeles con funciones de dirección de series.
| Año  | Título                    | Director(es)  | Estudio        | Funciones                                     | Refs.  |
| ---- | ------------------------- | ------------- | -------------- | --------------------------------------------- | ------ |
| 2025 | Undead Unluck: Winter-hen | Park Sung-hoo | E&H production | Director Guionista gráfico Director de unidad | [ 42 ] |